# 德林格德岛
德林格德岛是尼科巴群岛24个岛之一，位于印度洋东北，孟加拉湾和安达曼海之间，格莫尔达岛以东。

## 地理
德林格德岛面积12.25km²，地势低平。季风每年带来3000到3800mm降水。
德林格德岛被浅海和珊瑚礁环绕，这使得船只只可能在高潮时停靠。

## 行政
自1869年至1947年，德林格德岛都是英国印度殖民地的一部分。在1947年它成为印度自治领的一部分，自1950年起属于印度。目前德林格德岛属于安达曼-尼科巴群岛尼科巴县楠考里区格莫尔达区。
1956年，印度政府出于保护本土尼科巴人的目的，通过了一项特殊法案，即“安达曼与尼科巴群岛原住民保护法案”，限制外来人员上岛。

## 人口
两次较早的人口普查由英国政府分别在1883年和1901年进行。1883年人口普查结果显示，共有85个人生活在8个村庄。:101901年人口普查约有102人，有4到6个村庄，由2名领主统治。
2001年人口普查时，共有436人生活在4个村庄：德林格德(244)、Safebalu(127)、Tapiang(42)和Hockcook(23)。和尼科巴群岛大部分岛屿一样，德林格德岛上几乎只有尼科巴族。
虽然2011年人口普查显示德林格德岛已因为2004年的海啸而变成无人岛，不过2012年底岛上有2人已经回去，生活在曾是德林格德村的地方。

## 历史
德林格德岛在1869年被大英帝国征服。1947年随印度独立而成为印度领土。

### 人口复兴
到2012年年底，只有两名永久定居回迁者。

## 照片

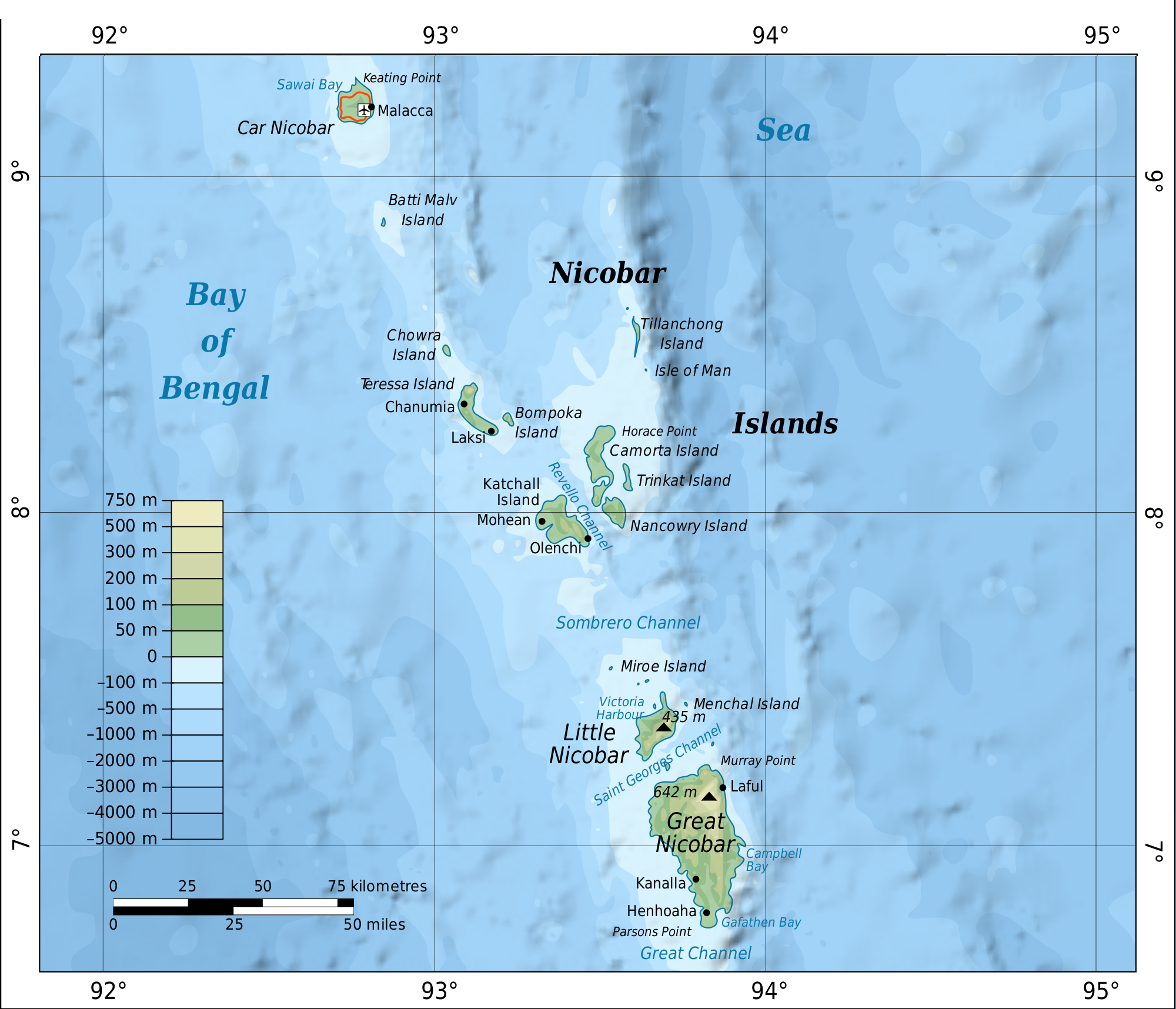
地图